# ديفيد غونزاليس (متزلج لوحي)
ديفيد غونزاليس (بالإسبانية: David González)‏ هو متزلج لوحي كولومبي، ولد في 9 أغسطس 1990 في Bello, Antioquia ‏ في كولومبيا.

## روابط خارجية
- ديفيد غونزاليس على موقع ألعاب إكس (مؤرشف) (الإنجليزية)